# Lothrop Stoddard

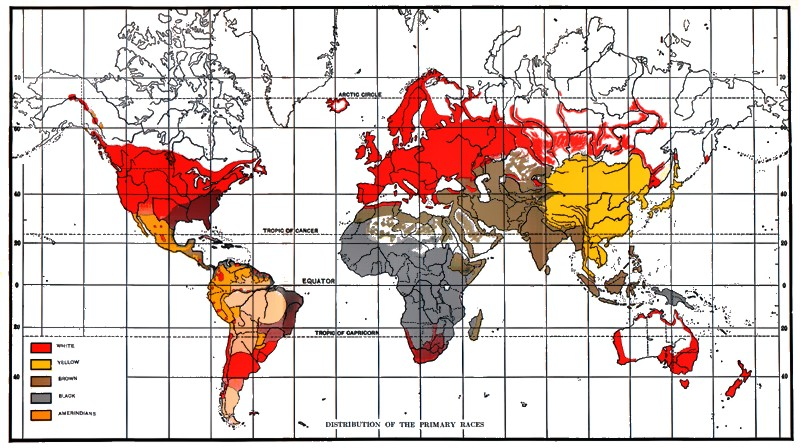
Stoddards raskarta ur The Rising Tide of Color Against White World-Supremacy från 1920.

Theodore Lothrop Stoddard, född 29 juni 1883 i Brookline, Massachusetts, död 1 maj 1950 i Washington, D.C., var en amerikansk författare, journalist, historiker och rasantropolog. Han var medlem i Ku Klux Klan.

## Biografi
Lothrop Stoddard föddes i Brookline, Massachusetts 1883. Han var son till författaren John Lawson Stoddard och hans fru Mary H. Stoddard.
Han studerade vid både Boston University (juridik) och Harvard University (historia).
I boken The French Revolution in San Domingo (1914) beskriver Stoddard den haitiska revolutionen åren 1791–1804.
The Rising Tide of Color Against White World-Supremacy (1920), Stoddards kanske mest kända bok, omnämns i romanen Den store Gatsby av F. Scott Fitzgerald, dock genom en allusion under förvrängd titel och förvrängt författarnamn. Det är karaktären Tom Buchanan som frågar bokens berättarröst Nick Carraway om han läst The Rise of the Colored Empires av "Goddard".
I sin bok Into the Darkness: Nazi Germany Today (1940) beskriver Stoddard bland annat ett personligt möte med Adolf Hitler under en journalistisk resa till Tyskland under de inledande faserna av andra världskriget.

## Urval av arbeten
- The French Revolution in San Domingo. New York: Houghton Mifflin, 1914.
- Present-day Europe, its National States of Mind. New York: The Century Co., 1917.
- Stakes of the War. New York: The Century Co., 1918.
- The Rising Tide of Color Against White World-Supremacy. New York: Charles Scribner's Sons, 1920. ISBN 4-87187-849-X
- The New World of Islam. New York: Charles Scribner's Sons, 1921.
- The Revolt Against Civilization: The Menace of the Under Man. New York: Charles Scribner's Sons, 1922.
- Racial Realities in Europe. New York: Charles Scribner's Sons, 1924.
- Social Classes in Post-War Europe. New York: Charles Scribner's Sons, 1925.
- Scientific Humanism. New York: Charles Scribner's Sons, 1926.
- Re-forging America: The Story of Our Nationhood. New York: Charles Scribner's Sons, 1927.
- The Story of Youth. New York: Cosmopolitan Book Corporation, 1928.
- Luck, Your Silent Partner. New York: H. Liveright, 1929.
- Master of Manhattan, The Life of Richard Croker. Londton: Longmans, Green and Co., 1931.
- Europe and Our Money. New York: The Macmillan Co., 1932
- Lonely America. Garden City, NY: Doubleday, Doran, and Co., 1932.
- Clashing Tides of Color. New York: Charles Scribner's Sons, 1935.
- Into the Darkness: Nazi Germany Today. New York: Duell, Sloan & Pearce, inc., 1940.